# Hipismo nos Jogos Paralímpicos de Verão de 2024
As competições de hipismo nos Jogos Paralímpicos de Verão de 2024 foram disputadas entre 3 a 7 de setembro de 2024 no Estádio Hípico do Palácio de Versalhes, em Paris, França. Os atletas que disputam o hipismo possuem algum tipo de deficiência física, visual ou falta de equilíbrio.

## Eventos
Os atletas são divididos em cinco categorias, de acordo com a extensão de sua deficiência.
- I: atletas com algum membro prejudicado ou amputado ou com falta de equilíbrio. Geralmente utilizam cadeira de rodas e são tetraplégicos. Podem ser capazes de andar, mas instavelmente, devido a falta de equilíbrio.
- II: atletas com deficiência física. Geralmente utilizam cadeira de rodas e, na maioria das vezes, são paraplégicos.
- III: atletas com deficiência visual e algum problema de locomoção. Geralmente são capazes de andar sem apoio, mas precisam de uma cadeira de rodas para longas distâncias. É utilizado um óculos isolante ou uma venda nos olhos.
- IV: atletas com deficiência visual e física. Geralmente são paraplégicos ou tetraplégicos. É utilizado um óculos isolante ou uma venda nos olhos.
- V: atletas com deficiência visual. É utilizado um óculos isolante ou uma venda nos olhos.

## Medalhistas

### Eventos
| Evento                   | Ouro                                                                                                | Prata                                                                                    | Bronze |
| ------------------------ | --------------------------------------------------------------------------------------------------- | ---------------------------------------------------------------------------------------- | --- |
| I (Detalhes)             | Rihards Snikus King of the Dance LAT Letônia                                                        | Roxanne Trunnell Fan Tastico H USA Estados Unidos                                        | Sara Morganti Mariebelle ITA Itália                                                                         |
| I freestyle (Detalhes)   | Rihards Snikus King of the Dance LAT Letônia                                                        | Sara Morganti Mariebelle ITA Itália                                                      | Mari Durward-Akhurst Athene Lindebjerg GBR Grã-Bretanha                                                     |
| II (Detalhes)            | Fiona Howard Diamond Dunes USA Estados Unidos                                                       | Katrine Kristensen Goerklintgaards Quater DEN Dinamarca                                  | Georgina Wilson Sakura GBR Grã-Bretanha                                                                     |
| II freestyle (Detalhes)  | Fiona Howard Diamond Dunes USA Estados Unidos                                                       | Georgina Wilson Sakura GBR Grã-Bretanha                                                  | Heidemarie Dresing Dooloop GER Alemanha                                                                     |
| III (Detalhes)           | Rebecca Hart Floratina USA Estados Unidos                                                           | Rixt van der Horst Royal Fonq NED Países Baixos                                          | Natasha Baker Dawn Chorus GBR Grã-Bretanha                                                                  |
| III freestyle (Detalhes) | Rebecca Hart Floratina USA Estados Unidos                                                           | Rixt van der Horst Royal Fonq NED Países Baixos                                          | Natasha Baker Dawn Chorus GBR Grã-Bretanha                                                                  |
| IV (Detalhes)            | Demi Haerkens Daula NED Países Baixos                                                               | Sanne Voets Demantur NED Países Baixos                                                   | Anna-Lena Niehues Quimbaya 6 GER Alemanha                                                                   |
| IV freestyle (Detalhes)  | Demi Haerkens Daula NED Países Baixos                                                               | Anna-Lena Niehues Quimbaya 6 GER Alemanha                                                | Kate Shoemaker Vianne USA Estados Unidos                                                                    |
| V (Detalhes)             | Michèle George Best of 8 BEL Bélgica                                                                | Regine Mispelkamp Highlander's Delight GER Alemanha                                      | Sophie Wells Don Cara M GBR Grã-Bretanha                                                                    |
| V freestyle (Detalhes)   | Michèle George Best of 8 BEL Bélgica                                                                | Regine Mispelkamp Highlander's Delight GER Alemanha                                      | Sophie Wells Don Cara M GBR Grã-Bretanha                                                                    |
| Equipes (Detalhes)       | Rebecca Hart Floratina Fiona Howard Diamond Dunes Roxanne Trunnell Fan Tastico H USA Estados Unidos | Demi Haerkens Daula Rixt van der Horst Royal Fonq Sanne Voets Demantur NED Países Baixos | Heidemarie Dresing Dooloop Regine Mispelkamp Highlander's Delight Anna-Lena Niehues Quimbaya 6 GER Alemanha |

### Quadro de medalhas
País sede destacado
| Ordem | País               | Medalha de ouro | Medalha de prata | Medalha de bronze |    |
| ----- | ------------------ | --------------- | ---------------- | ----------------- | -- |
| 1     | USA Estados Unidos | 5               | 1                | 1                 | 7  |
| 2     | NED Países Baixos  | 2               | 4                |                   | 6  |
| 3     | BEL Bélgica        | 2               |                  |                   | 2  |
|       | LAT Letônia        | 2               |                  |                   | 2  |
| 5     | GER Alemanha       |                 | 3                | 3                 | 6  |
| 6     | GBR Grã-Bretanha   |                 | 1                | 6                 | 7  |
| 7     | ITA Itália         |                 | 1                | 1                 | 2  |
| 5     | DEN Dinamarca      |                 | 1                |                   | 1  |
| TOTAL | TOTAL              | 11              | 11               | 11                | 33 |